# Neverball
Neverball ist ein freies 3D-Geschicklichkeits-Videospiel. Die Originalität des Spiels besteht darin, dass man das Spielfeld unter dem Ball und nicht den Ball selbst kontrolliert. Man benutzt die Maus (oder einen Joystick usw.), um die Neigung des Spielfelds zu beeinflussen.

## Prinzip
Das Spiel simuliert eine schwebende neigbare Spielfläche, auf der eine Kugel rollt, den Gesetzen der Schwerkraft und Trägheit gehorchend. Durch Verstellung der Neigung der Fläche beeinflusst der Spieler die Geschwindigkeit und Bewegungsrichtung der Kugel. Ziel ist es, die Kugel um Hindernisse herum zum Ausgang zu lenken, möglichst schnell oder zumindest innerhalb der Vorgabezeit.
Um den Ausgang zu öffnen und zur nächsten Spielstufe zu kommen, muss man eine Mindestmenge an Spielmünzen einsammeln. Es gibt verschiedene mit unterschiedlichen Punktzahlen, z. B. gelbe mit 1, rote mit 5 und blaue mit 10 Punkten. Zusätzlich kann man mit 100 Punkten ein zusätzliches „Leben“ im Challenge Modus gewinnen, das man verliert, falls die Kugel über den Rand fällt oder die Zeit abläuft. Es gibt bis zu 141 Spielstufen.
Drei Kamera-Ansichten stehen zur Verfügung, um den Ball zu beobachten.
Neverball stellt die Ziele, die maximale Punktzahl in einem Minimum von Zeit zu erreichen, oder einfach die Stufe so schnell wie möglich zu beenden. Es werden Rekorde für beide Ziele aufgezeichnet.

## Technik
Das Spiel basiert auf SDL und benötigt für heutige Verhältnisse nur sehr geringe Ressourcen: zumindest einen 500-MHz-Prozessor und eine 3D-Grafikkarte mit OpenGL 1.2.1. Dadurch zeichnet sich der Quelltext auch durch eine hohe Portierbarkeit aus, da das Spiel für alle Betriebssystemen übersetzt werden kann, auf denen ein C-Compiler und die SDL-Programmbibliothek verfügbar ist. 
Weiters:
- Dank GtkRadiant ist es möglich, eigene Spielstufen zu erstellen.
- Neverball wird zusammen mit Neverputt geliefert, einem darauf aufbauenden Minigolf-Spiel.

## Bilder

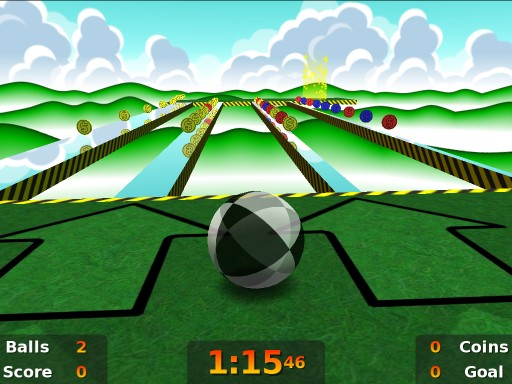
Den guten Weg wählen
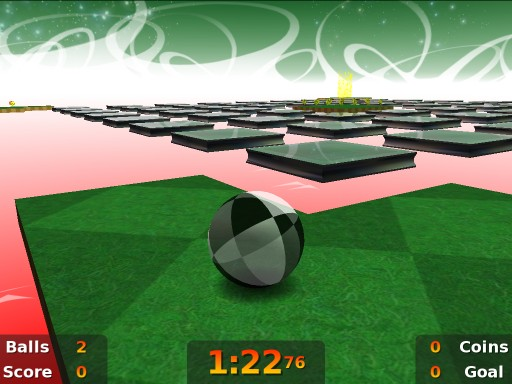
Nicht ins Wasser fallen
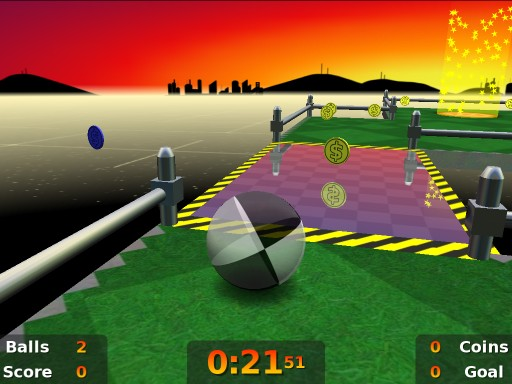
Den richtigen Zeitpunkt wählen
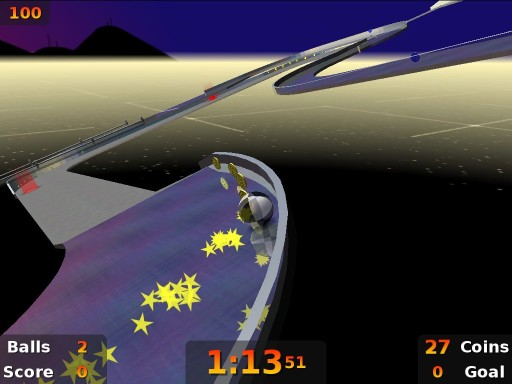
Kurven bewältigen

## Rezeption
Das Spielprinzip sei sehr eingängig. Spielprinzip, Steuerung sowie sämtliche Menüs seien selbsterklärend. Die Levels boten einen guten Einstieg bis hin zu höheren Schwierigkeitsgraden Abwechslung sowie hohen Facetten- und Ideenreichtum. Die Grafik ist einfach und auch für ältere Systeme geeignet, wirke jedoch wie aus einem Guss. Die Geräuschkulisse sei einfach gehalten. Die Musik klinge stimmig, wirke aber schnell eintönig. Es sei einfach aber schick und erinnere an Super Monkey Ball.